# Marsha P. Johnsonová
Marsha P. Johnsonová (nepřechýleně Johnson; 24. srpna 1945 Elizabeth, New Jersey – 6. července 1992, New York) byla americká LGBTQ aktivistka a jedna z ústředních osobností stonewallských nepokojů z roku 1969.
Sama se identifikovala jako drag queen, přestože podle Susan Stryker, profesorky genderových studií na Arizonské univerzitě, ji nejlépe vystihuje označení genderově nekonformní. Nikdy se přímo neidentifikovala s označením transgender

## Život
Narodila se 24. srpna 1945 jako Malcolm Michaels Jr. v americkém městě Elizabeth do rodiny šesti dalších sourozenců. Již od pěti let potají nosila šaty, ale krátkodobě přestala kvůli šikaně od ostatních kluků. V 17 letech se s 15 dolary v kapse a kufrem s oblečením přestěhovala do New Yorku, kde se usídlila v Greenwich Village, čtvrti tradičně oblíbené mezi LGBTQ komunitou.
V roce 1969 se stala významnou osobností stonewallských nepokojů, které vypukly po policejní razii v gay klubu Stonewall Inn. Tyto událostí jsou obecně považovány za počátek novodobého LGBTQ hnutí, neboť to bylo poprvé v moderní historii, kdy se tak velké množství queer lidí začalo proti policejní šikaně bránit a organizovat. Tyto z počátku spontánní pouliční nepokoje během několika následujících nocí přerostly v pravidelné protesty, které trvaly ještě několik týdnů po zmiňovaném policejním zátahu. Podle záznamů to byla právě Marsha P. Johnsonová, která vzedmula dav, aby se tehdejší policejní šikaně postavil. David Carter ve své knize Stonewall: The Riots That Sparked the Gay Revolution (Stonewall: nepokoje, které zažehly gay revoluci) uvádí, že „hozenou skleničkou vysklila zrcadlo a zařvala, že přece má svoje práva“. Současně však uvádí, že podle jiných zdrojů ve skutečnosti hodila cihlu na policejní hlídku. Tato skutečnosti zůstává předmětem debat.
V návaznosti na stonewallské nepokoje stála u zrodu organizace Gay Liberation Front a účastnila se historicky prvního průvodů hrdosti v roce 1970. Krátce nato spolu se svou kamarádkou Sylvií Riverou založila organizaci Street Transvestite Action Revolutionaries (STAR), které se zaměřovala na pomoc marginalizovaným členům komunity: transgender lidem, drag queens, sexuálním pracovníkům a pracovnicím a LGBT lidem bez domova. V roce 1972 založily STAR House, ubytovnu pro gay a trans mládež bez domova, kterou Johnsonová a Rivera platily ze svých příjmů jako sexuální pracovnice, čímž se musely obě kvůli své trans identitě živit. Pomoc pro lidi bez domova pro ně byla příznačná, protože obě se v průběhu svého života s bezdomovectvím samy potýkaly.
Jakožto prominentní a známá osobnost v newyorské gay komunitě se často stávala modelkou pro fotografa Andyho Warhola, který ji zaznamenal ve svých mnoha polaroidech.
V 80. letech byla Marsha P. Johnsonová stále aktivní v boji za queer liberalizaci, přestože jí bylo na určitý čas zakázáno účastnit se dalších průvodů hrdosti, protože jím údajně jakožto drag queen dělala „špatné jméno“. Své aktivity soustředila zejména na boj s pandemií HIV/AIDS v rámci newyorské organizace ACT UP.
V roce 1992 bylo nalezeno její mrtvé tělo, plující po řece Hudson. Policie případ ihned uzavřela s tím, že se jednalo o sebevraždu. Podle jejích kamarádů a členů komunity se však jednalo o vraždu, přestože pachatel však nebyl nikdy nalezen. V roce 2002 byla příčina její smrt překlasifikována ze „sebevraždy“ na „neurčeno“.

## Odkaz

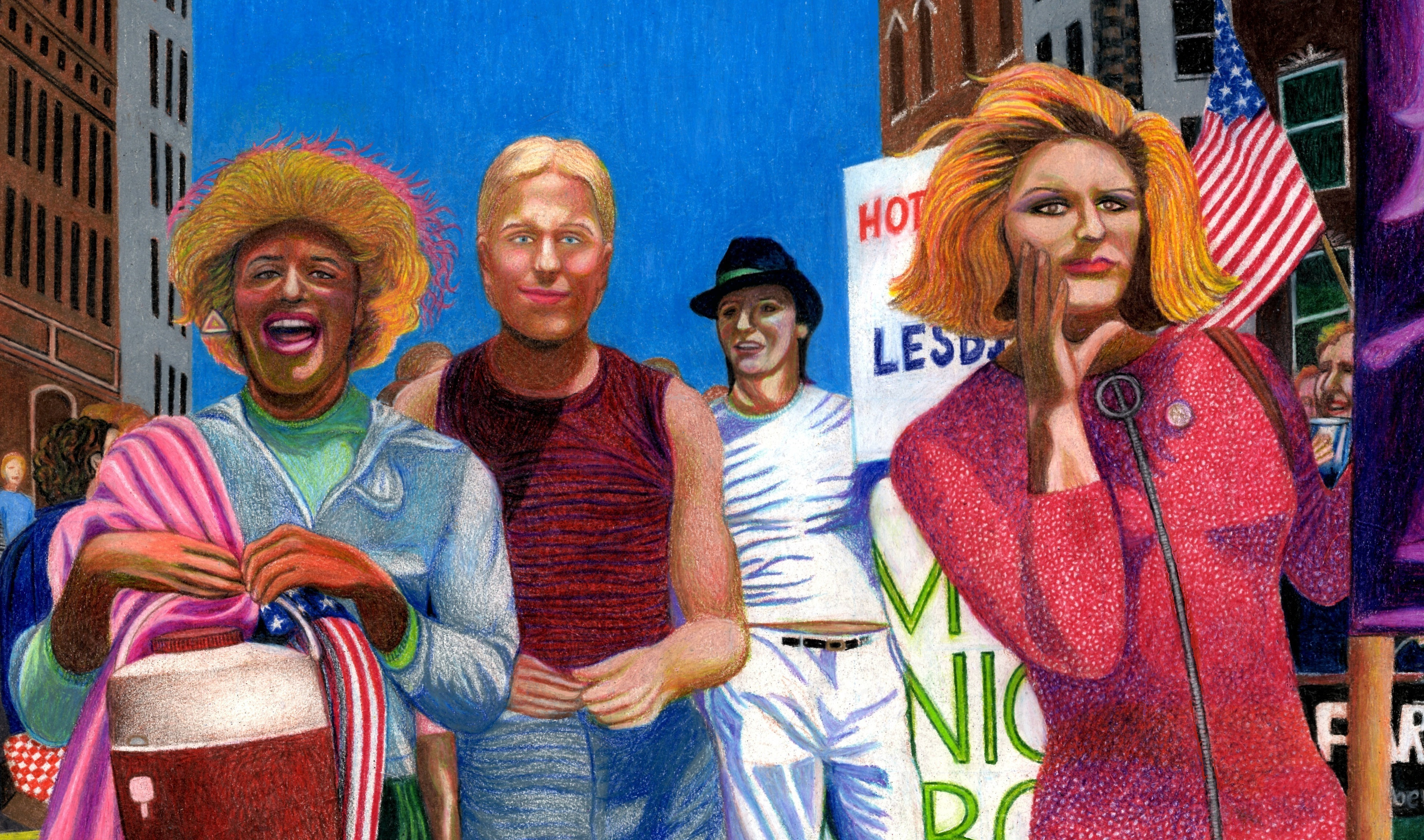
Kresba známé fotografie, která zachycuje Marshu P. Johnsonovou a Silvii Riveru během newyorského průvodu hrdosti v roce 1973

Životní příběh byl zpracován v mnoha filmech a dokumentech, mezi nimi například Pay It No Mind – The Life and Times of Marsha P. Johnson (2012), který obsahuje útržky jejího rozhovoru z roku 1992, Stonewall (2015), Happy Birthday, Marsha! (2016) nebo Smrt a život Marshy P. Johnsonové (2017). Drag queen a televizní osobnost RuPaul v jednom z dílů své show RuPaul's Drag Race z roku 2012 označila Marshu za „skutečnou drag mother“ a prohlásila, že to byla právě ona, která „nám všem [drag queens a queer lidem] vyšlapala cestičku“.
V roce 2019 bylo oznámeno, že Marshe P. Johnsonové a Silvii Riveře bude v Greenwich Village vystavěn pomník. Ten by se tak stal historicky prvním veřejným monumentem vystavěným na počest trans aktivistek. Jeho dokončení je plánováno na rok 2021.
V červnu téhož roku pak byla Marsha P. Johnsonová zařazena mezi 50 průkopníků a hrdinů v rámci LGBTQ síně slávy nacházející se u klubu Stonewall Inn, který se mezitím stal národním památníkem. V rámci Spojených států prvním, který je věnován LGBTQ historii.
Počátkem února 2020 oznámil guvernér státu New York Andrew Cuomo, že na počest Marshy P. Johnsonové po ní bude pojmenován East River Park v Brooklynu. V červnu téhož roku zveřejnil Google v rámci Pride Monthu doodle, který Marshu P. Johnsonovou oslavoval.